# سینماهای بی اند بی
سینماهای بی اند بی (انگلیسی: B&B Theatres) یک گروه سینمایی در کشور ایالات متحده آمریکا است.
این شرکت که در سال ۱۹۲۴ تأسیس شده دارای ۵۰ مجموعه سینمایی و ۴۱۴ سالن می‌باشد.

## سینماها

### فلوریدا
- Tavernier Cinema 5
- نیپلز، فلوریدا Towne Centre 6
- سبرینگ، فلوریدا Fairmount Cinema 6

### کانزاس
- Roxy Cinema 4 (شنوت، کانزاس)
- داج سیتی، کانزاس Village 8
- امپوریا، کانزاس Flinthills 8 Cinemas
- هاچینسون، کانزاس Mall 8
- ایندیپندنس، کانزاس Cinema
- جانکشن سیتی، کانزاس Gem
- The Majestic Theatre (کانکوردیا، کانزاس)
- مک‌فرسون، کانزاس Cinema 4
- Sterling Six (ایولا، کانزاس)
- اوورلند پارک، کانزاس ۱۶
- شونی، کانزاس ۱۸

### میسیسیپی
- ویکسبرگ، میسیسیپی

### میزوری
- بولیور، میزوری ۵ سینما
- Grand 6 (چیلیکافی)
- Extreme Screen Union Station (کانزاس‌سیتی، میزوری)
- فستوس، میزوری ۸ سینما
- فولتن، میزوری Cinema 8[۱][۲]
- گرین ولی، میزوری Marketplace 8 and Grand Screen
- B&B Theatres Cineplex (هریسون‌ویل، میزوری)
- Main Street Cinema 8 (هانیبال (میزوری))
- ایندیپندنس، میزوری Twin Drive-In
- کانزاس‌سیتی، میزوری I-70 Drive-In
- کانزاس‌سیتی، میزوری Extreme Screen Union Station
- کانزاس‌سیتی، میزوری Northland 14
- Lee's Summit 16
- Lake West Cinema 5 (Gravois Mills)
- Ritz 8 (لبانن، میزوری)
- Cannonball 6 (Lexington)
- لیبرتی، میزوری Cinema 12
- Clinton Missouri 6
- Moberly Five & Drive ([Moberly, MO])
- Monett Plaza 8
- نیوشو، میزوری Cinema 6
- اوزارک، میزوری Ozark/Nixa 12 with Marquee Suites
- Waynesville Patriot 12 and Grand Screen
- Wentzville Tower 12 (وینتزویل، میزوری)
- وایلدوود، میزوری 10 with Grand Screen[۳]

### نبراسکا
- هیستینگز، نبراسکا Imperial 3 (Closed in March of 2017)

### اکلاهما
- کلیرمر، اکلاهما - Cinema 8
- میامی، اکلاهما - Cineplex
- ماسکووگی، اکلاهما - Arrowhead Mall 10
- ال رنو، اکلاهما - ۸ سینما
- سپالپا، اکلاهما - ۸ سینما
- اکلاهما سیتی - Windsor 10
- تالسا، اکلاهما - Starworld 20

### تگزاس
- پورت آرتر، تگزاس - Central Mall 10
- وایلی، تگزاس - Wylie 12